# Samsung Galaxy S III
De Samsung Galaxy S III (GT-i9300) is een Android-smartphone van Samsung die werd aangekondigd op 3 mei 2012 in Londen. De Samsung Galaxy S III is de opvolger van de succesvolle Samsung Galaxy S II. De smartphone is te verkrijgen in Europa sinds 29 mei 2012, in Noord-Amerika en India is de smartphone te verkrijgen vanaf juni.

## Kenmerken

### Behuizing
De Samsung Galaxy S III heeft een afmeting van 136,6 mm x 70,6 mm x 8,6 mm. De slogan van het toestel is: Designed for Humans, Inspired by Nature. Dat zou zich allereerst in het design vertalen. Samsung zou de Galaxy S III de vorm van een kiezelsteen hebben gegeven; plat en elegant. Ook op het gebied van software zou de Galaxy S III geoptimaliseerd zijn om simpel en toegankelijk te zijn voor consumenten.
Het materiaal dat gebruikt wordt voor de voorkant is plastic, met een scherm gemaakt van Gorilla Glass 2. Het materiaal dat voor de achterkant is gebruikt, heeft in tegenstelling tot zijn voorganger weinig tot geen reliëf, maar bestaat wel uit een combinatie van plastic, aluminium en polycarbonaat. Het toestel is standaard verkrijgbaar in twee verschillende kleuren: marmerwit en kiezelblauw, in het najaar bracht Samsung ook de kleuren amberbruin, safierzwart, en titaniumgrijs uit.

### Scherm
Het toestel heeft een capacitief HD Super AMOLED-Aanraakscherm met een diameter van 12,2 cm (4,8 inch). Het scherm is opgebouwd met de zogenaamde PenTile-indeling, een techniek waarbij pixels op een bepaalde manier worden gerangschikt. Dit type schermen wordt over het algemeen als minder "kleurecht" beschouwd. De verschillen zijn bij extreem inzoomen goed te zien.
Het scherm is bedekt met een verbeterde kwaliteit Gorilla Glass. Dat zou 15 tot 20 procent sterker zijn dan de vorige generatie, zo stelt de fabrikant.

### Nieuwe mogelijkheden
De nieuwe Samsung zal voorzien zijn van tal van nieuwe softwarefuncties en hardwareaccessoires waaronder:
| Mogelijkheid      | Beschrijving |
| ----------------- | --- |
| Smart Stay        | De telefoon blijft aan wanneer de gebruiker naar het scherm blijft kijken, kijkt de gebruiker x aantal seconden niet naar het scherm zal het scherm op stand-by gaan.                                                |
| Direct Call       | Belt een beller op wanneer de gebruiker zijn of haar telefoon naar het oor verplaatst. |
| Pop-Up Play       | Laat een video en andere activiteiten op hetzelfde moment zien/draaien in een apart venstertje. |
| S Voice           | Een spraakherkenningsprogramma vergelijkbaar met Apples Siri. Nederlandse spraakherkenning zal nog niet ondersteund worden.                                                                                          |
| Draadloos opladen | Met de Galaxy S III is het mogelijk draadloos op te laden, al moet het toestel zich binnen een vrij beperkte afstand bevinden en wordt deze functie er niet standaard bijgeleverd.                                   |
| S Beam            | Met S Beam, de geüpgradede variant van de NFC-techniek die Samsung ook al in de Galaxy Nexus presenteerde, kun je je Galaxy in de buurt van eenzelfde toestel plaatsen en deel je snel inhoud.                       |
| AllCast Share     | Voor het delen van inhoud over meerdere platformen heeft Samsung de AllCast Share-functie ontwikkeld. Hiermee kan je, in combinatie met een Allcast Dongle, inhoud delen naar bijvoorbeeld tv-schermen en monitoren. |
| Buddy Photo Share | Kan gezichten van vrienden waarvan foto’s in de telefoon zijn opgeslagen herkennen. Vanuit Gallery kan je zo heel makkelijk foto’s van vrienden sturen die op de foto staan.                                         |

### Opslag
Het toestel is te verkrijgen in een 16, 32 en 64 GB-versie. Samsung heeft echter bekendgemaakt dat in Nederland alleen de 16 GB-versie uitgebracht zal worden. Het geheugen kan tevens nog uitgebreid worden door middel van een SD-kaartje. Tevens krijgen Galaxy S III-eigenaren gratis 50GB opslagruimte van Samsung met de dropbox-service. Dit is de eerste twee jaar gratis, daarna zal betaald moeten worden voor de Dropbox.

## Olympische Spelen 2012
Samsung en Visa presenteerden de Samsung Galaxy S III als het officiële Olympische toestel tijdens de Olympische en Paralympische spelen 2012 in Londen. Een gelimiteerde editie werd uitgereikt aan de gesponsorde atleten van de Koreaanse fabrikant en creditcardmaatschappij en werd voorzien met Visa’s PayWave-applicatie. Tijdens de spelen waren er bij verschillende kiosken Galaxy S III-testmodellen aanwezig met de PayWave-app aan boord voor demonstraties.

## Leveringsproblemen
Vlak voor de lancering van de Galaxy S III in Nederland kwam een probleem aan het licht aangaande de blauwe versie van het toestel. De van hyperglazuur gemaakte coating voor de achterkant vertoonde soms witte vlekken. Zeshonderdduizend achterkantjes werden vernietigd en opnieuw gemaakt. Levering van de Samsung Galaxy S III in het blauw was daarom ook enkele weken vertraagd maar sinds 6 juni 2012 ook verkrijgbaar. De witte versie van de S3 vertoonde dit probleem niet en werd wel direct op 29 mei 2012 op de markt gebracht. Sinds eind 2012 is de telefoon ook in rood, zwart, bruin en grijs verkrijgbaar.